# Île d'Al Marjan
L'île d'Al Marjan, située à Ras el Khaïmah, l'un des sept émirats des Émirats arabes unis, est un complexe d'îles artificielles s'étendant sur une superficie d'environ 4,5 kilomètres carrés dans le golfe Persique. Elle se compose de quatre îles interconnectées : Breeze Island (l'île de la brise), Treasure Island (l'île au trésor), View Island (l'île de la vue) et Dream Island (l'île du rêve).
Elle abrite plusieurs complexes hôteliers prestigieux, tels que des établissements opérés par des marques internationales, et propose une variété d'activités, notamment des plages privées, des marinas, des espaces verts et des infrastructures de sports nautiques. Ce projet est conçu pour attirer des visiteurs du monde entier tout en promouvant l'investissement étranger. L'emplacement stratégique de Ras el Khaïmah, à seulement 45 minutes de l'aéroport international de Dubaï, renforce son attractivité en tant que destination facilement accessible.
L'île comprendra notamment le Wynn Al Marjan Island (en), développé par Wynn Resorts et prévu pour ouvrir en 2027, qui aura le premier casino des Émirats arabes unis dont la religion officiel, l'Islam, empêchait pour l'instant la légalisation des jeux d'argent.

## Histoire
Imaginé dans un but touristique, la construction et le développement du projet commencent en 2013 pour une durée planifiée de cinq ans.
Bien que toujours en développement, elle devrait accueillir à pleine opération jusqu'à 20 000 personnes dans des hôtels et autres installations, avec un investissement étranger estimé commençant à 19 milliards de dirhams,. L'île abrite actuellement 45 % du total des chambres d'hôtel 5 étoiles de l'émirat grâce à ses 3 complexes - le Rixos Bab Al Bahr, DoubleTree by Hilton Resort & Spa Marjan Island, et Al Marjan Island Hotel & Spa ; la capacité dépassera les 10 000 chambres d'ici 2017 dans l'émirat, dont la moitié sur l'île,,.
La zone a accueilli plus de 100 000 visiteurs en 2013,. Alors que plus de 100 000 étrangers ont visité l'île en 2014, 23 % du nombre total de visiteurs au cours du premier trimestre 2013 étaient des citoyens des Émirats. L'industrie du tourisme se diversifie en raison de la baisse du nombre de touristes russes ; la Ras Al Khaimah Tourism Development Authority (en) se tourne désormais vers l'Europe de l'Est et le Royaume-Uni pour augmenter ses chiffres, le tourisme devant générer environ 20 % du PIB de l'émirat,.
Un projet de construction sur l'île d'un complexe sur le thème du football sponsorisé par le Real Madrid a été abandonné fin 2013 en raison d'un manque de financement. Le gouvernement de l'émirat, cependant, est en pourparlers pour réactiver cet investissement avec l'aide d'autres investisseurs.
Le Wynn Al Marjan Island (en) sera un complexe intégré développé par Wynn Resorts qui ouvrira en 2027. Il comportera le premier casino des Émirats, dont la religion officiel, l'Islam, empêchait pour l'instant la légalisation des jeux d'argent.

## Géographie
Le groupe d'îles se compose de Breeze Island, Treasure Island, Dream Island et View Island. Il s'étend sur 4,5 km² dans la mer et couvre une superficie de 2 700 000 m²
- Breeze Island (l'île de la brise) compte plusieurs hôtels et 2 000 m de front de mer avec une promenade[14]
- Treasure Island (l'île au trésor) est une zone résidentielle de premier plan, construite sur 760 000 m²[15]
- Dream Island (l'île du rêve) est une vaste zone de plage, avec plusieurs hôtels et clubs situés sur ses rives. Elle possède 5 000 m de zone de front de mer[16]
- View Island (l'île de la vue) est la section centrale de 460 000 m² du groupe d'îles, représentant son cœur urbain résidentiel et hospitalier[17].

## Galerie

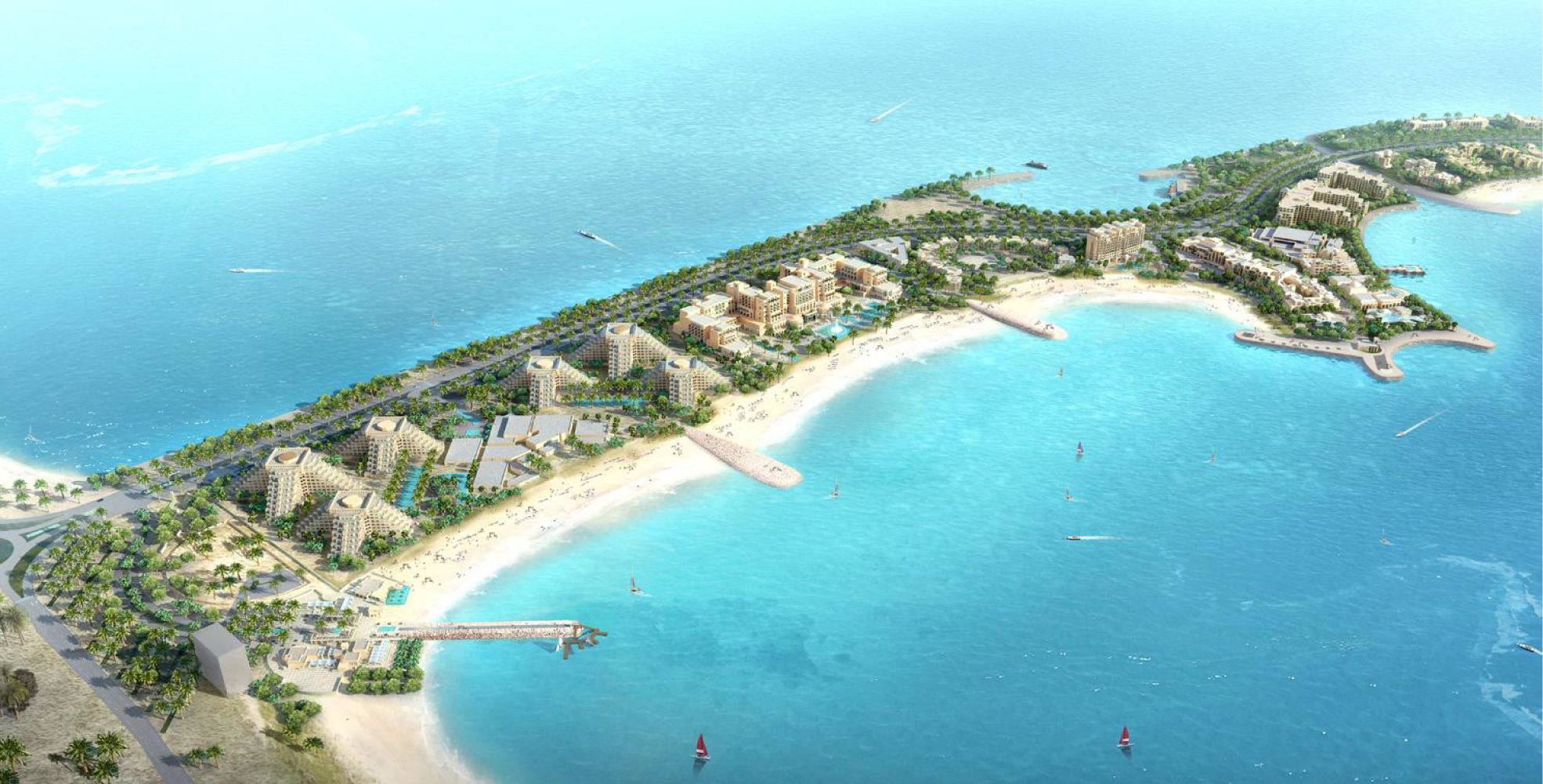
Breeze Island (l'île de la brise)
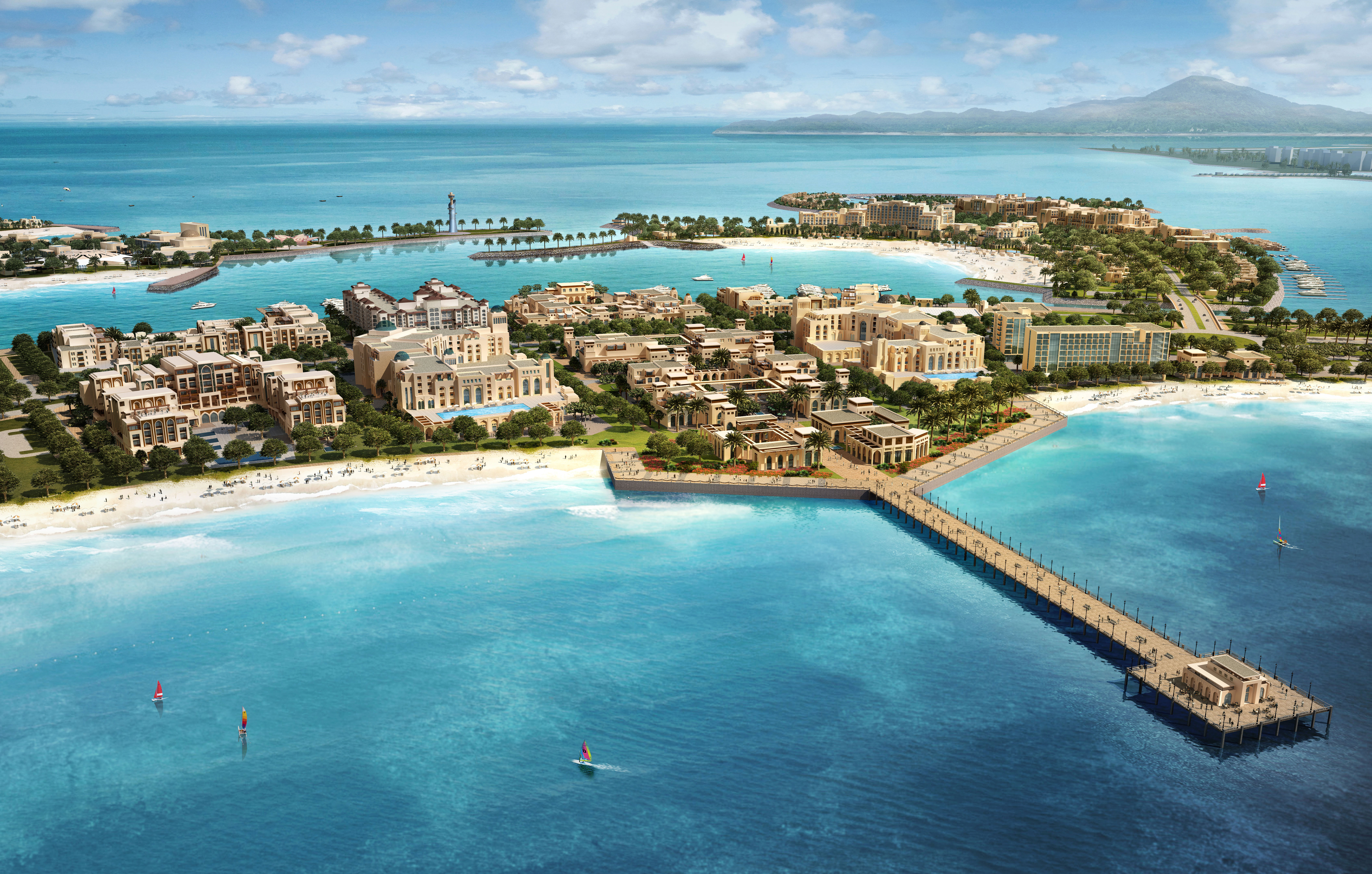
Treasure Island (l'île au trésor)
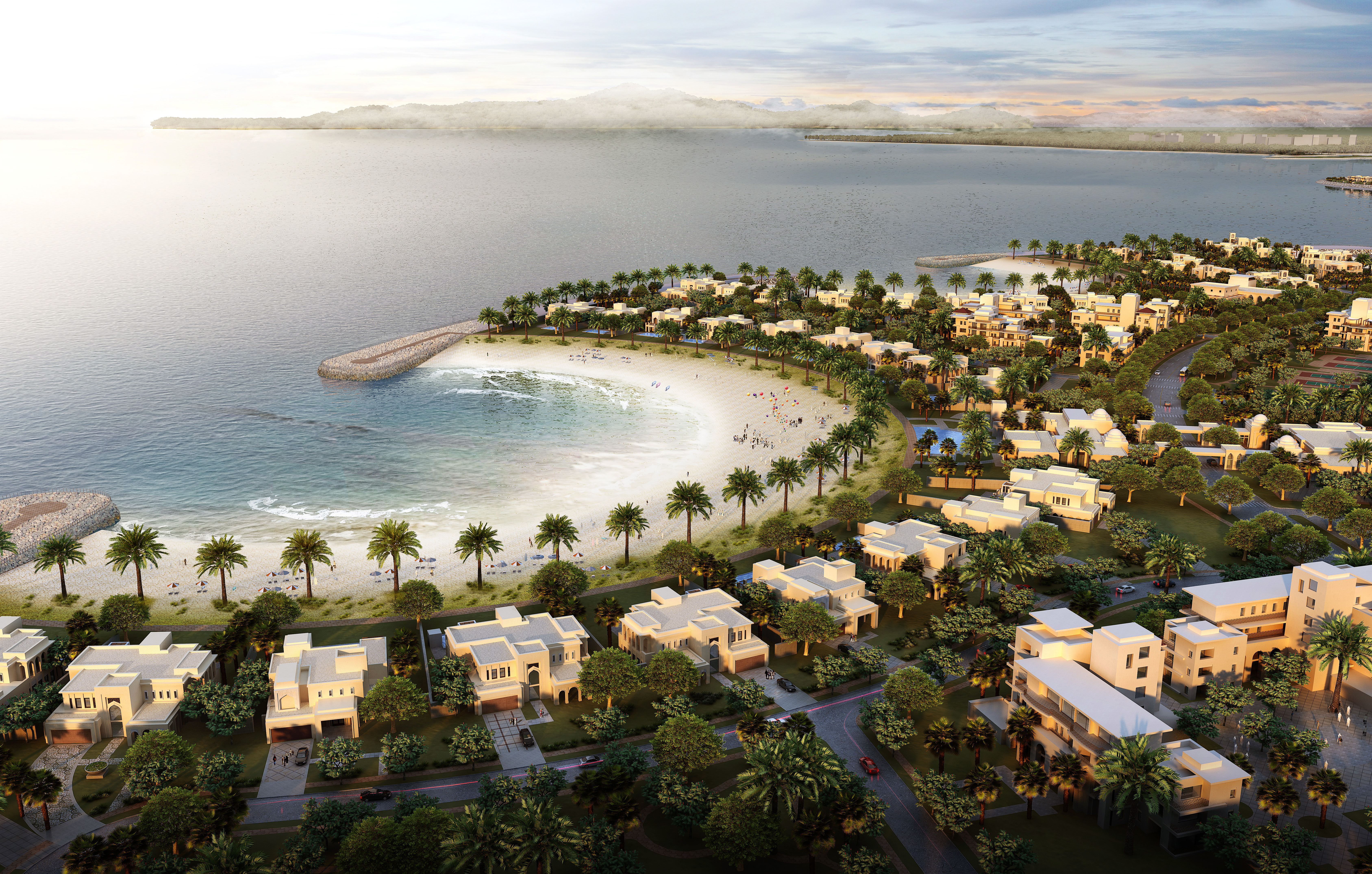
View Island (l'île de la vue)
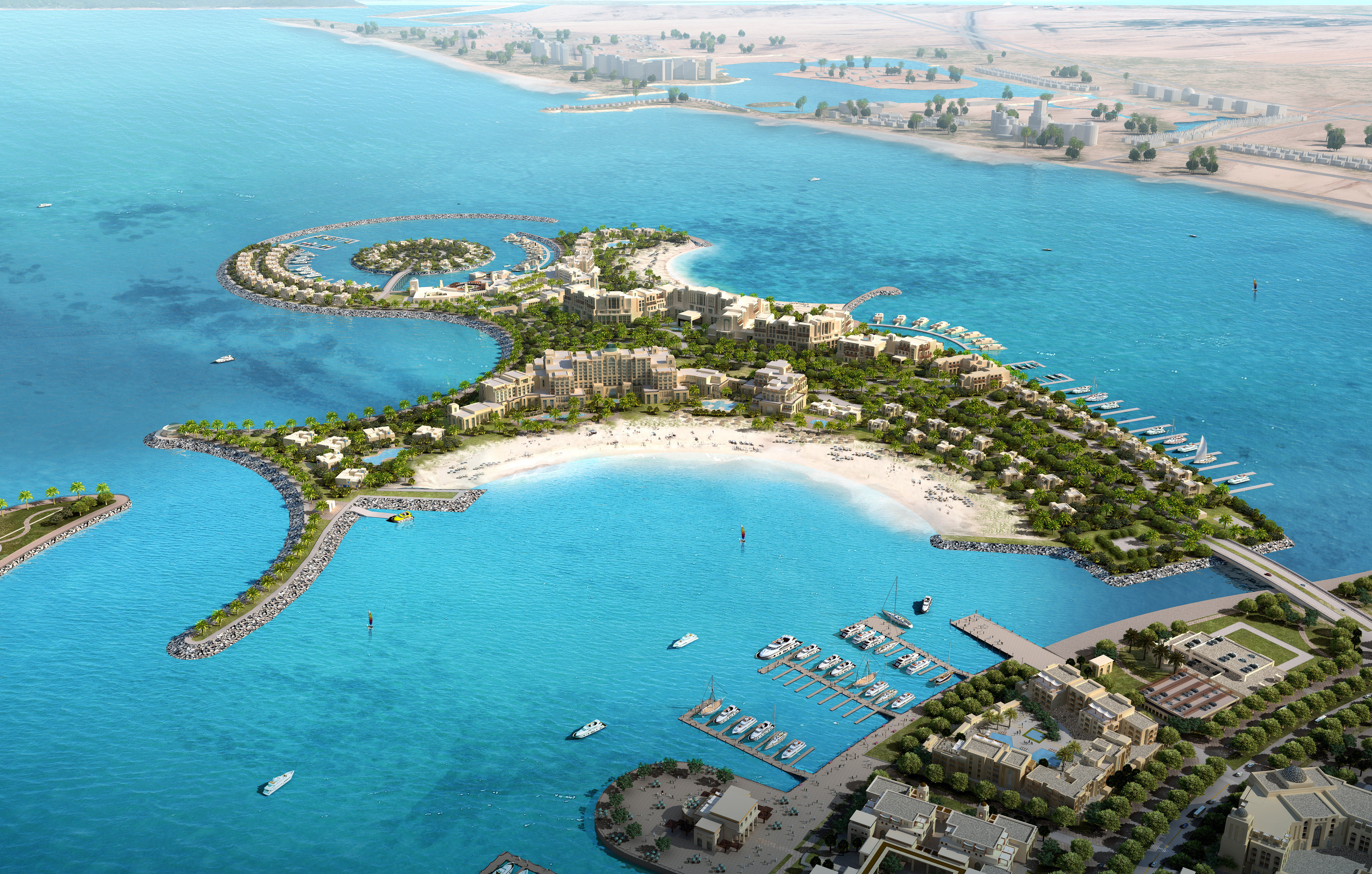
Dream Island (l'île du rêve)